# Benjamin Trinks
Benjamin Trinks (né le 15 octobre 1990 à Berlin, Allemagne) est un acteur allemand.

## Biographie
À l'âge de huit ans Benjamin Trinks intègre l'Ensemble berlinois du Friedrichstadt-Palast, où il cumule ses premières expériences sur scène dans diverses revues. À travers la participation à des clips musicaux pour les shows télévisés de Michael Schanze, il a ses premières expériences devant la caméra. En 2004, il tient son premier rôle à la télévision en participant à la série Sabine à la ZDF. La même année, suivent des productions comme ZACK (Sat.1), Krimi.de (KI.KA) ou Wo bleibst du Baby? (ZDF), pour lesquelles Benjamin Trinks quitte l'Ensemble du Friedrichstadt-Palast à cause du manque de temps.
Au début de l'année 2007 Benjamin Trinks double le personnage de Warrenville dans la pièce radiophonique Ein Pakt, ein Kuss und weiche Knie. Ensuite, dans la série Schloss Einstein, il joue le rôle de Nick, avant de tourner en avril la deuxième saison de Disneys Kurze Pause. En outre Benjamin participe à une Master Class dirigée par Nancy Bishop, une Américaine, directrice de casting. En avril, il termine le tournage pour la série berlinoise Tatort et prend part à d'autres projets devant les caméras, par exemple pour la série Die Stein (ARD). Il tient aussi l'un des rôles principaux dans le film The Reader, ce qui lui vaut un Oscar et une récompense aux Golden Globe Award. De plus, à la fin de cette année-là, il joue  le rôle de Dominik dans le court métrage Lehrer (AT).
Après quelques rôles, entre autres, pour In aller Freundschaft (ARD) et Lizzynet (Kinospot), début 2008, Benjamin Trinks joue dans la première partie de la nouvelle saison de Disneys Kurze Pause. Ensuite il s'envole toujours en 2008 vers la Floride destination les Disney Channel Games qu'il anime en tant que reporter allemand. Là, il interviewe, entre autres, Brian Stepanek et les Jonas Brothers. De retour en Allemagne commence le tournage de Ich liebe den Mann meiner besten Freundin et le drame  Damals wie heute. Après avoir tourné à Munich la troisième saison de la série Disneys Kurze Pause (Rôle : Phillip), il enchaîne à Berlin avec le tournage du film cinématographique Draußen am See avec Felix Fuchssteiner en tant que réalisateur.  À  l'automne de cette année-là Benjamin Trinks tourne en Thuringe une nouvelle production d'ARD. Peu après, début décembre, Benjamin Trinks achève l'année 2008 avec le Film Die Wette.
Au premier semestre de 2009 Benjamin Trinks joue dans Fairfield, Vater, bin ich Kind? et Allein unter Schülern à Flensburg, Stuttgart et Berlin. Le reste de l'année, il le consacre au travail de doublage et à son rôle dans le film historique de la ZDF, Schicksalsjahre.
Au début de l'année 2010 Benjamin Trinks achève le tournage de Schicksalsjahre en Haute-Bavière. Dans le courant de l'année, il réalise différents projets, parmi lesquels aussi la pose pour des photos pour la caisse de maladie AOK ou le tournage du spot pour la déclaration du ministère de la santé. En outre, à la fin de l'année, il participe à la production de la ZDF Mord in Ludwigslust et Le Renard et réalise divers enregistrements vocaux pour une maison d'édition italienne de livres scolaires.
Au début de l'année 2011, Benjamin Trinks tourne sans interruption la trilogie de la ZDF Unsere Mütter, unsere Väter, où il joue un jeune soldat de la Wehrmacht durant la deuxième guerre mondiale. Au préalable, Benjamin Trinks a eu un entrainement dans un camp militaire de plusieurs semaines en Lituanie pour apprendre le comportement et les actions militaires dans la Wehrmacht. Ensuite commence le tournage en Lituanie, Lettonie et Allemagne. De plus, au printemps, il réalise divers projets de doublage de voix, entre autres pour The Big Bang Theory et Life unexpected.
Début juin, il s'envole pour plus de cinq semaines pour la Cornouailles, pour y tenir un rôle principal dans le 100e film de Rosamunde Pilcher. Puis début août, il joue le cadet anglais, John Hallet, dans Les Révoltés du Bounty dans un nouveau format de la ZDF. Il achève l'année 2011 avec une apparition dans le Film Und alle haben geschwiegen et un rôle principal dans un épisode de la série Notruf Hafenkante.
Aussi en 2012, Benjamin Trinks participe à différents films ; par exemple, à la fin de l'année, il tient le rôle principal dans le film Ein Fall von Liebe – Annas Baby (ARD).

## Filmographie
| - 2004 : Krimi.de (KiKA) - 2004 : Lucky Punch - 2004 : Sabine - 2004 : Wo bleibst du Baby? - 2004-2005 : ZACK (ZDF) - 2006-2008 : Disneys Kurze Pause - Philip (Flip) (Disney Channel Allemagne) - 2006 : Disney-Weihnachtssong Winterwunderzeit (Disney Channel Allemagne) - 2006 : LEO-Ein fast perfekter Typ - 2007-2009 : Unser Charly - Dennis (2 épisodes) - 2007 : Schloss Einstein - 2007 : Tatort - 2007 : High School Musical 2-Premiere in London - 2007 : Die Stein (2007) - 2007 : Profesor (AT) - Dominik - 2008 : The Reader - ami de Holger - 2009 : Allein unter Schülern - 2010 : Familia Dr. Kleist - Julian Markwart (1 épisode) (Das Erste) - 2010 : La felicidad una sombra (Vom Glück nur ein Schatten) - Uwe Heye - 2010 : Rauchfrei (Bildungsfilm) - 2010 : zaOza - Lass dich nicht ausbeuten - 2010 : Ampelmann | - 2011 : Schicksalsjahre - 2011 : Le Renard (ZDF) - 2011 : Der gestohlene Sommer - 2012 : Mord in Ludwigslust / Ausgerechnet Lulu - 2012 : Unzertrennlich (Notruf Hafenkante (de)) - 2012 : Und alle haben geschwiegen - 2012 : Terra X - Die Seefahrer der Bounty - 2012 : Mord in Ludwigslust - 2013 : Generation War (téléfilm) - 2014 : Ein Fall von Liebe - Annas Baby - 2014 : Soko Wismar - Neptuns Rache - 2014 : Kripo Holstein : Bömmel kloppen - 2014 : Gut Molzow |

## Théâtre
Au Friedrichstadtpalast
- 1999 : Hänsel und Gretel
- 2000 : Kinder der Bounty
- 2001 : Lieblingsfarbe Bunt
- 2002 : Kinder der Bounty
- 2003 : Lieblingsfarbe Bunt

## Doublage
| - 2003 : The Village - 2004 : Hitler in Colour - 2005 : Familie Dr. Kleist - 2005 : Krimi.de; Teil 3 - 2006 : Disneys Weihnachtssong - 2006 : Disneys Kurze Pause - 2007 : Ein Pakt, ein Kuss und weiche Knie : Warrenville - 2008 : Crysis (jeu vidéo) - 2008 : Ohrenschmauser (jeu vidéo) - 2008 : A quiet mind - 2008 : TechForce (jeu vidéo) - 2008 : Varg Veum - 2008 : Rätselhaftes Regime - 2008 : iCarly - 2008 : Disneys Kurze Pause | - 2008 : Stella - 2008 : Summer - 2008 : Robert Zimmermann wundert sich über die Liebe - 2009 : Narben (pièce radiophonique) - 2009 : Das Mondgeheimnis (pièce radiophonique) - 2009 : Big Love - 2010 : Deutsch Leicht 1 & 2 (cours d'italien) - 2011 : Life Unexpected - 2011 : Big Bang Theory - 2012 : LEGO Ninjago - 2012 : Pandora Hearts - 2012 : Wild Cherry - 2013 : 2°Man und 2°Woman - 2014 : Teen Wolf |

## Nominations et récompenses
- 2003 : 5e place au OTTO-Shooting-Wettbewerb
- 2004 : 4e place au Jugend-Drehbuchwettbewerb (RTL 2)
- 2014 : Ginkgo Award pour Allein unter Schülern